# Эдуард I де Божё
Эдуард I де Божё (Edouard I de Beaujeu) (1316—1351) — французский военный деятель, маршал Франции (1347). Сеньор де Божё и де Монпансье-ан-Овернь, принц де Домб. Происходил из рода Форе-Альбон.
Сын Гишара VI де Божё (ум. 1331) и его второй жены Марии де Шатийон (ум. 1318/19). По матери — внук Гоше V де Шатильона, коннетабля Франции.
В 1339 г. на сбор в Сен-Кантене прибыл с 9 рыцарями и 56 оруженосцами. Осенью того же года участвовал в обороне Камбре. Летом 1340 г. оборонял Мортань от войск графа Эно.
12 марта 1342 г. принес оммаж герцогу Нормандскому, получил ренту в 400 ливров.
В 1347 г. после отставки Шарля де Монморанси стал маршалом Франции.
Участвовал в битве при Креси (1346). С февраля 1351 г. вместе с маршалом Ги II де Нелем (Guy II de Nesle) руководил осадой Сен-Жана д’Анжели (Saint-Jean-d’Angély).
Убит под Ардром 6 июня 1351 г. в самом конце битвы, в которой командовал французским отрядом и одержал победу (благодаря прибытию подкрепления). Похоронен в аббатстве Бельвиль.
В 1340-е гг. получил от короля сеньорию Шатонёф-ан-Брионне в компенсацию за Мирибель, включенный в состав Дофине.
Состоял в браке с Марией де Тиль (Thil) (ум. 4 марта 1360), дочерью Жана, сеньора де Тиль и де Мариньи, и Агнессы де Фролуа, дамы де Везинн, брачный контракт от 12 февраля 1333 г. Дети:
- Антуан де Божё (1343 — 14 августа 1374), сеньор де Божё. Был женат на Беатрикс де Шалон (ум 1402 или позже), дочери жана де Шалона, сеньора Арле. Их брак оказался бездетным. Сеньорию Божё унаследовал двоюродный брат — Эдуард II де Божё (1351/52-1400). Тот в конце 1390-х годов продал сеньорию Божё и суверенное княжество Домб герцогу Луи II де Бурбону.
- Маргарита де Божё (1346—1402), дама де Берзе, с 16 июля 1362 года третья жена Жака Савойского (1315—1367), князя Пьемонта и Ахайи. Их сын Амедей (1363-7 мая 1402) был признан наследником отца, в ущерб сыну от второго брака — Филиппу (1340—1368). Однако Маргарита де Божё была отстранена от опекунства (1369) в обмен на годовую пенсию в 3 тысячи флоринов и интернирована в франсисканский монастырь.